# مونی عبدالرحیم
مونی عبدالرحیم (انگلیسی: Mouni Abderrahim؛ زادهٔ ۱۹ نوامبر ۱۹۸۵) بازیکن والیبال زن اهل الجزایر است.